# Fred Couples

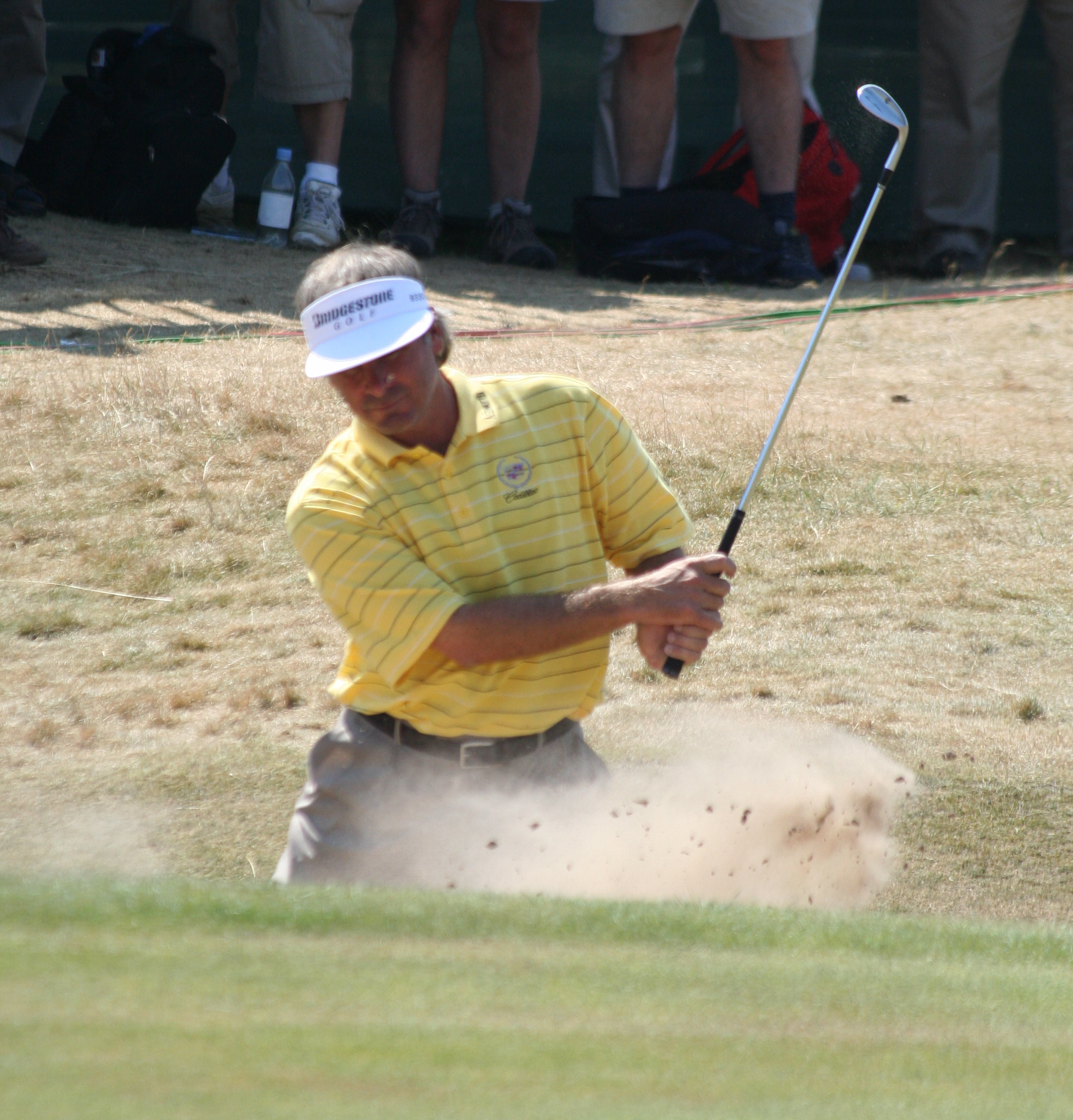
Frederick Stephen Couples

Frederick Stephen Couples, född 3 oktober 1959 i Seattle, Washington, är en professionell golfspelare på PGA-touren. På grund av sina långa drives har han fått smeknamnet Boom Boom.
Couples utbildade sig på University of Houston och blev professionell 1980. Innan dess blev han bäste amatör i US Open 1978. Hans första seger på PGA-touren kom 1983 i Kemper Open. Han har samlat ihop 15 PGA-segrar inklusive två segrar i The Players Championship och en seger i The Masters Tournament 1992, vilket är hans enda majorseger.  Han har blivit utnämnd till PGA Tour Player of the Year två gånger, 1991 och 1992 och har varit med i USA:s Ryder Cuplag fem gånger (1989, 1991, 1993, 1995 och 1997). Han har legat etta i sexton veckor på golfens världsranking.
Couples kallas ibland Mr. Skins på grund av sin dominans i Skins Game.  Han har vunnit tävlingen fem gånger, och tjänat 3 515 000 och 77 skins i 11 tävlingar (1995, 1996, 1999, 2003 och 2004).

## Meriter

### Majorsegrar
- 1992 The Masters Tournament

### Segrar på PGA-touren
- 1983  Kemper Open
- 1984 Tournament Players Championship
- 1987 Byron Nelson Golf Classic
- 1990 Nissan Los Angeles Open
- 1991 Federal Express St. Jude Classic,  B.C. Open
- 1992 Nissan Los Angeles Open,  Nestle Invitational
- 1993 Honda Classic
- 1994 Buick Open
- 1996 The Players Championship
- 1998  Bob Hope Chrysler Classic,  Memorial Tournament
- 2003 Shell Houston Open

### Internationella segrar
- 1991 Johnnie Walker World Championship
- 1994 World Cup
- 1995 Dubai Desert Classic, Johnnie Walker Classic, Johnnie Walker World Championship

### Övriga segrar
- 1990 Franklin Templeton Shark Shootout (med Raymond Floyd), Sazale Classic, RMCC Invitational
- 1992 World Cup (med Davis Love III)
- 1993 World Cup (med Davis Love III), Dunhill Cup (med John Daly och Payne Stewart)
- 1994 Franklin Templeton Shark Shootout (med Brad Faxon), World Cup (med Davis Love III)
- 1995 Skins Game, World Cup (med Davis Love III)
- 1996 Skins Game
- 1999 Franklin Templeton Shark Shootout (med David Duval), Skins Game
- 2001 Hyundai Team Matches (med Mark Calcavecchia)
- 2003 Skins Game, Tylenol Par-3 Shootout
- 2004 Tylenol Par-3 Shootout